# Utsunomiya

Utsunomiya (宇都宮市 Utsunomiya-shi?) este un municipiu din Japonia, centrul administrativ al prefecturii Tochigi.